# حرة لونير
حرة لونير أو الشاقة عبارة عن حقل بركاني يقع في محافظة العيص الواقعة بمنطقة المدينة المنورة شمال غرب السعودية. وفي عام 2009 كانت هنالك مجموعة من الزلازل الصغيرة حدثت في المنطقة، حيث تم إجلاء 2289 شخص من المنطقة. كما نتجت عن الزلازل تشققات واضحة على سطح الأرض، وقد تعتبر المنطقة الآن نشطة بركانياً.

## التسمية
كانت الحرة قديماً تسمى «لواء الرين»، وبقصد بـ «اللواء» المكان المتعرج أو الملتوي لدى أهل المنطقة، و«الرين» اسم نبات معروف في نفس الحرة. كما تسمى أيضاً بـ «حرة الشاقة» نسبة إلى إحدى الهجر المجاورة لها.